# جیمیا، نیو ساوت ولز
جیمیا (به انگلیسی: Gymea) یک حومه شهر در استرالیا است که در نیو ساوت ولز واقع شده‌است.